# Ardisia fasciculata
Ardisia fasciculata är en viveväxtart som beskrevs av Cyril Tenison White. Ardisia fasciculata ingår i släktet Ardisia och familjen viveväxter. Inga underarter finns listade i Catalogue of Life.